# Terre des hommes
La Federazione internazionale Terre des Hommes, in inglese Terre des Hommes International Federation (TDHIF), è una rete di 9 organizzazioni nazionali impegnate nella difesa dei diritti dei bambini e nella promozione di uno sviluppo equo, senza alcuna discriminazione etnica, religiosa, politica, culturale o di genere.

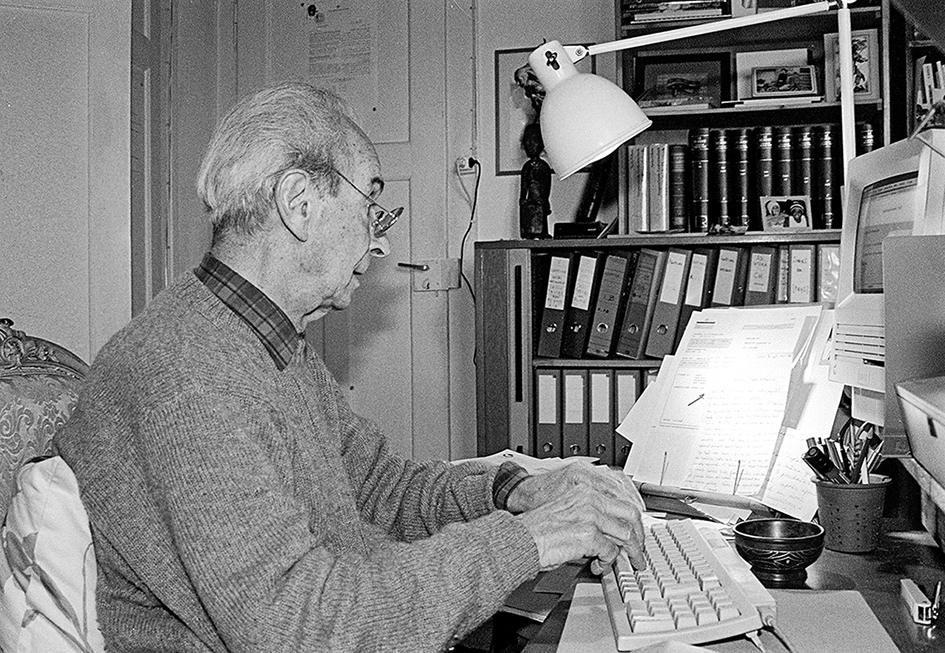
Edmond Kaiser, fondatore di Terre des hommes, nel suo ufficio alla Fondazione Sentinelles a Prilly/Lausanne, Svizzera, 1995 (foto: Markus Schweizer)

La prima Terre des hommes è stata fondata a Losanna (il 22 luglio del 1960, anche se informalmente l'organizzazione esisteva dal 1959) ad opera del francese Edmond Kaiser (1914 - 2000), allora attivista dell'associazione Amici di Emmaus fondata dal carismatico Abbé Pierre ed editore della rivista dedicata ai temi sociali la trompette. Atto di costituzione del movimento Terre des hommes è la carta di Edmond Kaiser il cui incipit recita:
Finché un solo bambino rimarrà affamato, malato, abbandonato, infelice e sofferente, chiunque sia, dovunque sia, il movimento Terre des hommes, creato per questo scopo, si impegnerà per il suo immediato e completo soccorso. Dopo aver individuato un bambino che soffre, Terre des hommes andrà in suo aiuto nel modo che più si adatterà al suo bisogno»
()
Il nome Terre des hommes viene ispirato a Kaiser dal libro autobiografico Terra degli uomini in cui Antoine de Saint-Exupéry (l'autore de Il piccolo principe) fa più volte riferimento ad alcuni concetti chiave:
- la responsabilità di ogni singolo uomo nel costruire un mondo migliore
- la necessità di collaborare gli uni con gli altri
- le potenzialità, insite in ciascun bambino, di sviluppare grandi talenti se protetto, curato e amato[4]

Con il nome di Terre des Hommes esistono diverse organizzazioni giuridicamente indipendenti che collaborano sotto l'egida della Federazione Internazionale Terre des Hommes (TDHIF). È nel 1966 che le diverse organizzazioni nazionali si sono riunite per formare la TDHIF con sede a Ginevra. Sono nove le organizzazioni – con sede principale in Danimarca, Francia, Germania, Italia, Lussemburgo, Paesi Bassi, Spagna e Svizzera. La TDHIF svolge soprattutto il ruolo di consulente presso il consiglio economico e sociale delle Nazioni Unite ECOSOC.
Per l'anno 2018 il prestigioso Premio Balzan per l'umanità, la pace e la fratellanza è stato assegnato all'organizzazione Terre des hommes-Aide à l'enfance.

## Svizzera: Fondazione Terre des hommes – aiuto all'infanzia e Terre des hommes Schweiz/Suisse

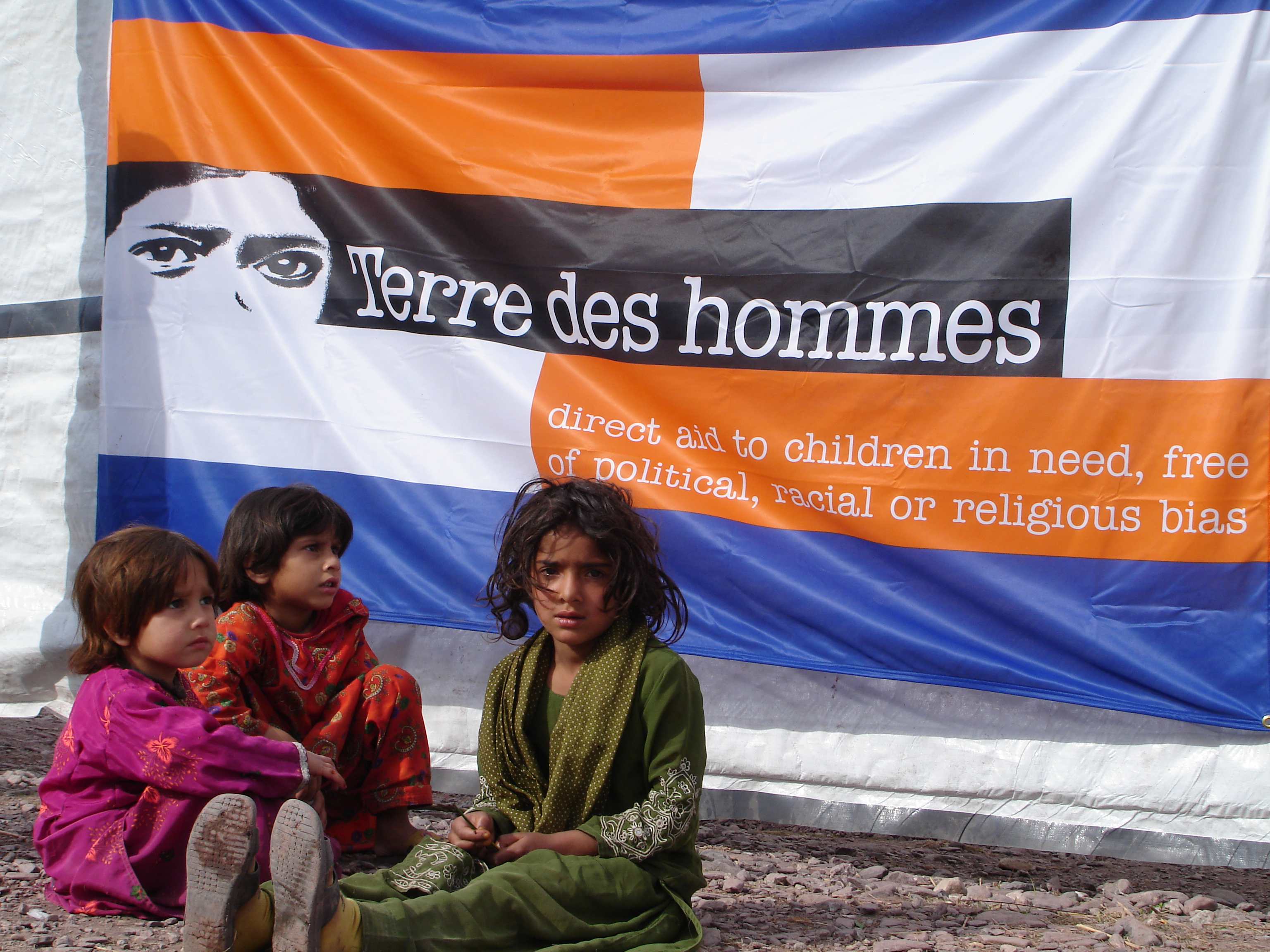
Terre des hommes-aide à l'enfance

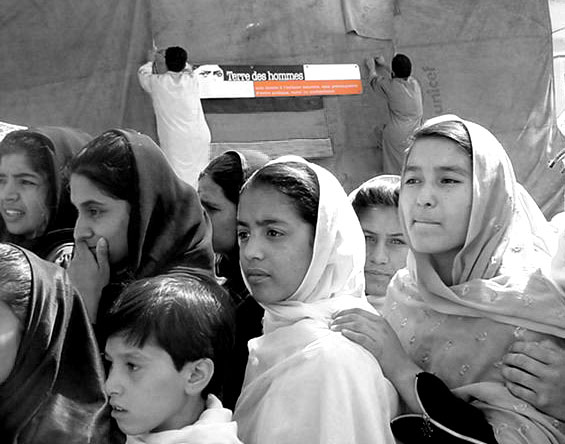
Terre des hommes in Afghanistan

In Svizzera sono attive la Fondazione Terre des hommes – aiuto all'infanzia, abbreviata Tdh, con sede a Losanna, e Terre des hommes Schweiz/Suisse con un segretariato a Basilea per la Svizzera tedesca e uno a Ginevra per la Svizzera romanda.
Con il tempo, Terre des hommes Losanna - aiuto all'infanzia (che nel 2010 ha festeggiato i suoi primi 50 anni di vita, essendosi costituita ufficialmente il 22 luglio 1960 ad opera di Edmond Kaiser) si è specializzata in due settori d'intervento: la salute e la protezione del bambino. Gestisce 85 progetti in 31 paesi tra i quali la Svizzera. Tra i compiti considerati prioritari c'è la promozione della Convenzione internazionale dei diritti del bambino. Si occupa sia di progetti di sviluppo, come per esempio il miglioramento duraturo delle cure mediche nel Benin e il coinvolgimento della comunità nell'occuparsi degli orfani di genitori deceduti di aids nel Burundi, sia di fornire aiuti urgenti, per esempio nello Sri Lanka colpito dallo tsunami o in Mozambico dopo il passaggio dell'uragano Favio nel febbraio del 2007.
Terre des hommes Schweiz/Suisse si occupa sia della protezione dei bambini che di adozione essendo intermediario autorizzato sia per l'adozione nazionale che per quella internazionale.

## Terre des hommes Germania
Terre des hommes Germania è un'associazione fondata l'8 gennaio 1967 a Stoccarda, per iniziativa del tipografo Lutz Beisel. Scopo della prima azione promossa era salvare i bambini vietnamiti feriti e rifornire di medicine gli ospedali tedeschi. A gennaio 2007, con 17 milioni di euro, sosteneva oltre 500 progetti in 25 paesi con propri uffici regionali in Thailandia, India, Bolivia, Nicaragua, Burkina Faso e Mozambico.  La sede dell'ufficio federale si trova a Osnabrück. I collaboratori ed i volontari sono organizzati in gruppi di lavoro locali presenti in circa 150 città.

## Terre des hommes Spagna
Terre des hommes Spagna sostiene finanziariamente programmi diversificati di aiuto diretto all'infanzia in vari paesi in Africa, America latina e Europa dell'Est, rivolti in particolare all'inserimento sociale e all'educazione, ai diritti del bambino e alla salute materno-infantile. Inoltre in Spagna, è impegnata nella campagna di sensibilizzazione top al tráfico de niños che si batte contro le molteplici forme di sfruttamento infantile. Svolge pure un notevole lavoro di assistenza medica di bambini provenienti da alcuni paesi africani, con il programma Viaje hacia la Vida.

## Terre des Hommes Paesi Bassi
Terre des hommes Olanda sostiene 297 progetti – ideati, valutati e realizzati da organizzazioni locali - in 22 paesi. Svolge campagne promozionali a favore dei diritti del bambino, sia a livello nazionale che internazionale. Offrono, per esempio, scuole serali per i bambini che lavorano durante il giorno e attività sportive per i bambini con difficoltà motorie o di altro genere. Gli assi principali di intervento sono: la lotta a qualsiasi tipo di sfruttamento dell'infanzia (in particolare quello lavorativo e sessuale) e la salute del bambino.

## Terre des Hommes Francia
Terre des Hommes Francia (TDHF) si definisce come un'organizzazione non governativa di solidarietà internazionale che si adopera per creare le condizioni che permettano uno sviluppo duraturo, socialmente equo, ecologicamente ed economicamente valido, al nord ed al sud. A questo scopo, collabora con vari partner nelle loro azioni sul terreno per la promozione e la difesa dei Diritti Economici, Sociali e Culturali (DESC). L'obiettivo è di permettere lo sviluppo della comunità locale, di ottenere l'inserimento di questi diritti nelle legislazioni nazionali ed il loro rispetto nella vita di tutti i giorni.

## Fondazione Terre des Hommes Italia
Terre des Hommes Italia si pone come obiettivo il contrasto alla violenza, l'abuso e lo sfruttamento minorile e l'educazione informale, le cure mediche e il cibo per ogni bambino. Porta avanti circa 130 progetti in 22 paesi del mondo, avvalendosi sempre di proprio personale (i delegati) e collaborando sul campo con diversi partner locali. In Italia è impegnata in campagne di sensibilizzazione per la prevenzione degli abusi sui bambini (IO Proteggo i bambini, Non scuoterlo sulla Shaken Baby Syndrome), per il diritto universale all'educazione (IO Sono presente), contro il traffico dei minori (Stop Child Trafficking e Tutti in campo per i bambini) e con campagne contro il bullismo, cyberbullismo e la violenza di genere (indifesa).

## Terres des Hommes Canada
Terres des Hommes Canada ha come obiettivo quello di aiutare i bambini in difficoltà e le relative comunità, se si tratta di un progetto internazionale. Si occupa anche di adozione internazionale con TDH Ontario e TDH Quebec.